# Großer Preis von Frankreich 1981
Der Große Preis von Frankreich 1981 (offiziell 67e Grand Prix de France) fand am 5. Juli im Stade Automobile de Dijon-Prenois in der Nähe von Dijon statt und war das achte Rennen der Formel-1-Weltmeisterschaft 1981.

## Berichte

### Hintergrund
Zwei Wochen nach Gilles Villeneuves beachtlichem Sieg beim Großen Preis von Spanien trat die Formel 1 zum achten WM-Lauf des Jahres in Dijon-Prenois an.
Da Jean-Pierre Jabouille feststellte, dass er nach seinem schweren Unfall beim Großen Preis von Kanada 1980 nicht mehr zu seiner alten Form zurückfand, entschied er sich, seine Formel-1-Karriere zu beenden. Seinen Platz bei Ligier nahm daraufhin sein Landsmann Patrick Tambay ein, der kurz zuvor bei Theodore Racing durch Marc Surer ersetzt worden war.
Goodyear kehrte nach dem zu Saisonbeginn verlautbarten Ausstieg aus der Grand-Prix-Szene überraschend bereits zum achten Rennen wieder zurück und stattete zunächst Williams und Brabham mit Reifen aus. Toleman erhielt weiterhin exklusiv Pirelli-Reifen. Die kleinen Teams March, Ensign und Theodore wechselten zu Avon. Die Reifen dieses britischen Herstellers waren zuvor vom Fittipaldi-Team einmal mit beiden und teilweise mit nur einem der beiden Fahrzeuge ausprobiert worden. Infolgedessen war das brasilianische Team jedoch zu Michelin zurückgekehrt und setzte somit wieder die Reifen ein, die nach wie vor bei den meisten Teams Verwendung fanden.
Alfa Romeo brachte mit dem 179B hier erstmals eine überarbeitete Version des Vorjahresmodells an den Start, das den seit Saisonbeginn 1981 eingesetzten 179C ersetzte.

### Training
Zwischen dem Pole-Setter René Arnoux und dessen Teamkollegen Alain Prost, die während des Trainings die erhöhte Leistung ihrer Turbomotoren auf der flüssigen und mit vergleichsweise starken Höhenunterschieden ausgestatteten Rennstrecke ausspielen konnten, qualifizierte sich überraschend John Watson im McLaren MP4/1 für den zweiten Startplatz. Hinter Nelson Piquet folgten Andrea de Cesaris und Jacques Laffite.

### Rennen
Während der ersten Runde übernahm Piquet die Führung vor Watson, Prost, de Cesaris und Villeneuve, der vom elften Startplatz aus ins Rennen gegangen war. Pole-Setter Arnoux fiel hingegen auf den neunten Rang zurück. In der dritten Runde wurde Watson von Prost und de Cesaris von Villeneuve überholt. Unterdessen befanden sich Carlos Reutemann und Arnoux auf einem stetigen Weg nach vorn.
Aufgrund eines Wolkenbruchs wurde das Rennen in der 58. Runde unterbrochen. Anschließend wurde es in der Reihenfolge wieder gestartet, die zum Zeitpunkt des Abbruchs bestanden hatte. Prost gelang es, Piquet zu überholen. Ihm folgten Watson und Arnoux noch während des ersten Umlauf des wieder gestarteten Rennens.
Prost erzielte seinen ersten Grand-Prix-Sieg vor Watson, Piquet und Arnoux sowie Didier Pironi und Elio de Angelis.

## Meldeliste
| Team                           | Nr. | Fahrer            | Chassis         | Motor                    | Reifen |
| ------------------------------ | --- | ----------------- | --------------- | ------------------------ | ------ |
| TAG Williams Team              | 01  | Alan Jones        | Williams FW07C  | Ford Cosworth DFV 3.0 V8 | G      |
| TAG Williams Team              | 02  | Carlos Reutemann  | Williams FW07C  | Ford Cosworth DFV 3.0 V8 | G      |
| Tyrrell Racing Team            | 03  | Eddie Cheever     | Tyrrell 010     | Ford Cosworth DFV 3.0 V8 | M      |
| Tyrrell Racing Team            | 04  | Michele Alboreto  | Tyrrell 010     | Ford Cosworth DFV 3.0 V8 | M      |
| Parmalat Racing Team           | 05  | Nelson Piquet     | Brabham BT49C   | Ford Cosworth DFV 3.0 V8 | G      |
| Parmalat Racing Team           | 06  | Héctor Rebaque    | Brabham BT49C   | Ford Cosworth DFV 3.0 V8 | G      |
| Marlboro McLaren International | 07  | John Watson       | McLaren MP4/1   | Ford Cosworth DFV 3.0 V8 | M      |
| Marlboro McLaren International | 08  | Andrea de Cesaris | McLaren MP4/1   | Ford Cosworth DFV 3.0 V8 | M      |
| Team ATS                       | 09  | Slim Borgudd      | ATS D5          | Ford Cosworth DFV 3.0 V8 | M      |
| John Player Team Lotus         | 11  | Elio de Angelis   | Lotus 87        | Ford Cosworth DFV 3.0 V8 | M      |
| John Player Team Lotus         | 12  | Nigel Mansell     | Lotus 87        | Ford Cosworth DFV 3.0 V8 | M      |
| Ensign Racing                  | 14  | Eliseo Salazar    | Ensign N180B    | Ford Cosworth DFV 3.0 V8 | A      |
| Équipe Renault Elf             | 15  | Alain Prost       | Renault RE30    | Renault EF1 1.5 V6t      | M      |
| Équipe Renault Elf             | 16  | René Arnoux       | Renault RE30    | Renault EF1 1.5 V6t      | M      |
| March Grand Prix Team          | 17  | Derek Daly        | March 811       | Ford Cosworth DFV 3.0 V8 | A      |
| Fittipaldi Automotive          | 20  | Keke Rosberg      | Fittipaldi F8C  | Ford Cosworth DFV 3.0 V8 | M      |
| Fittipaldi Automotive          | 21  | Chico Serra       | Fittipaldi F8C  | Ford Cosworth DFV 3.0 V8 | M      |
| Marlboro Team Alfa Romeo       | 22  | Mario Andretti    | Alfa Romeo 179B | Alfa Romeo 1260 3.0 V12  | M      |
| Marlboro Team Alfa Romeo       | 23  | Bruno Giacomelli  | Alfa Romeo 179B | Alfa Romeo 1260 3.0 V12  | M      |
| Équipe Talbot Gitanes          | 25  | Patrick Tambay    | Ligier JS17     | Matra MS81 3.0 V12       | M      |
| Équipe Talbot Gitanes          | 26  | Jacques Laffite   | Ligier JS17     | Matra MS81 3.0 V12       | M      |
| Scuderia Ferrari SpA SEFAC     | 27  | Gilles Villeneuve | Ferrari 126CK   | Ferrari 021 1.5 V6t      | M      |
| Scuderia Ferrari SpA SEFAC     | 28  | Didier Pironi     | Ferrari 126CK   | Ferrari 021 1.5 V6t      | M      |
| Ragno Arrows Beta Racing Team  | 29  | Riccardo Patrese  | Arrows A3B      | Ford Cosworth DFV 3.0 V8 | M      |
| Ragno Arrows Beta Racing Team  | 30  | Siegfried Stohr   | Arrows A3B      | Ford Cosworth DFV 3.0 V8 | M      |
| Osella Squadra Corse           | 31  | Beppe Gabbiani    | Osella FA1B     | Ford Cosworth DFV 3.0 V8 | M      |
| Theodore Racing Team           | 33  | Marc Surer        | Theodore TY01   | Ford Cosworth DFV 3.0 V8 | A      |
| Candy Toleman Motorsport       | 35  | Brian Henton      | Toleman TG181   | Hart 415T 1.5 L4t        | P      |
| Candy Toleman Motorsport       | 36  | Derek Warwick     | Toleman TG181   | Hart 415T 1.5 L4t        | P      |

## Klassifikationen

### Qualifying
| Pos. | Fahrer            | Konstrukteur    | Qualifikationstraining 1 | Qualifikationstraining 1 | Qualifikationstraining 2 | Qualifikationstraining 2 | Start |
| Pos. | Fahrer            | Konstrukteur    | Zeit                     | Ø-Geschwindigkeit        | Zeit                     | Ø-Geschwindigkeit        | Start |
| ---- | ----------------- | --------------- | ------------------------ | ------------------------ | ------------------------ | ------------------------ | ----- |
| 01   | René Arnoux       | Renault         | 1:07,09                  | 203,905 km/h             | 1:05,95                  | 207,430 km/h             | 01    |
| 02   | John Watson       | McLaren-Ford    | 1:07,05                  | 204,027 km/h             | 1:06,36                  | 206,148 km/h             | 02    |
| 03   | Alain Prost       | Renault         | 1:07,57                  | 202,457 km/h             | 1:06,36                  | 206,148 km/h             | 03    |
| 04   | Nelson Piquet     | Brabham-Ford    | 1:09,21                  | 197,659 km/h             | 1:06,91                  | 204,454 km/h             | 04    |
| 05   | Andrea de Cesaris | McLaren-Ford    | 1:08,83                  | 198,751 km/h             | 1:07,03                  | 204,088 km/h             | 05    |
| 06   | Jacques Laffite   | Ligier-Matra    | 1:08,71                  | 199,098 km/h             | 1:07,09                  | 203,905 km/h             | 06    |
| 07   | Carlos Reutemann  | Williams-Ford   | 1:08,83                  | 198,751 km/h             | 1:07,42                  | 202,907 km/h             | 07    |
| 08   | Elio de Angelis   | Lotus-Ford      | 1:08,40                  | 200,000 km/h             | 1:07,52                  | 202,607 km/h             | 08    |
| 09   | Alan Jones        | Williams-Ford   | 1:09,28                  | 197,460 km/h             | 1:07,53                  | 202,577 km/h             | 09    |
| 10   | Mario Andretti    | Alfa Romeo      | 1:10,09                  | 195,178 km/h             | 1:07,56                  | 202,487 km/h             | 10    |
| 11   | Gilles Villeneuve | Ferrari         | 1:07,60                  | 202,367 km/h             | 1:07,68                  | 202,128 km/h             | 11    |
| 12   | Bruno Giacomelli  | Alfa Romeo      | 1:09,81                  | 195,960 km/h             | 1:07,63                  | 202,277 km/h             | 12    |
| 13   | Nigel Mansell     | Lotus-Ford      | 1:09,06                  | 198,089 km/h             | 1:07,72                  | 202,008 km/h             | 13    |
| 14   | Didier Pironi     | Ferrari         | 1:08,09                  | 200,911 km/h             | 1:08,27                  | 200,381 km/h             | 14    |
| 15   | Héctor Rebaque    | Brabham-Ford    | 1:09,69                  | 196,298 km/h             | 1:08,21                  | 200,557 km/h             | 15    |
| 16   | Patrick Tambay    | Ligier-Matra    | 1:09,51                  | 196,806 km/h             | 1:08,47                  | 199,796 km/h             | 16    |
| 17   | Keke Rosberg      | Fittipaldi-Ford | 1:10,13                  | 195,066 km/h             | 1:09,35                  | 197,260 km/h             | 17    |
| 18   | Riccardo Patrese  | Arrows-Ford     | 1:09,37                  | 197,203 km/h             | 1:10,14                  | 195,038 km/h             | 18    |
| 19   | Eddie Cheever     | Tyrrell-Ford    | 1:11,50                  | 191,329 km/h             | 1:09,88                  | 195,764 km/h             | 19    |
| 20   | Derek Daly        | March-Ford      | 1:12,10                  | 189,736 km/h             | 1:09,94                  | 195,596 km/h             | 20    |
| 21   | Marc Surer        | Theodore-Ford   | 1:19,46                  | 172,162 km/h             | 1:10,21                  | 194,844 km/h             | 21    |
| 22   | Eliseo Salazar    | Ensign-Ford     | 1:15,59                  | 180,976 km/h             | 1:10,50                  | 194,043 km/h             | 22    |
| 23   | Michele Alboreto  | Tyrrell-Ford    | 1:12,37                  | 189,029 km/h             | 1:10,64                  | 193,658 km/h             | 23    |
| 24   | Chico Serra       | Fittipaldi-Ford | 1:13,60                  | 185,870 km/h             | 1:10,86                  | 193,057 km/h             | 24    |
| DNQ  | Siegfried Stohr   | Arrows-Ford     | 1:13,13                  | 187,064 km/h             | 1:11,24                  | 192,027 km/h             | –     |
| DNQ  | Brian Henton      | Toleman-Hart    | 1:29,13                  | 153,484 km/h             | 1:11,28                  | 191,919 km/h             | –     |
| DNQ  | Slim Borgudd      | ATS-Ford        | 1:14,62                  | 183,329 km/h             | 1:12,20                  | 189,474 km/h             | –     |
| DNQ  | Beppe Gabbiani    | Osella-Ford     | 1:12,24                  | 189,369 km/h             | 1:36,20                  | 142,204 km/h             | –     |
| DNQ  | Derek Warwick     | Toleman-Hart    | 1:13,65                  | 185,743 km/h             | keine Zeit               | –                        | –     |

### Rennen
| Pos. | Fahrer            | Konstrukteur    | Runden | Stopps | Zeit       | Start | Schnellste Runde |
| ---- | ----------------- | --------------- | ------ | ------ | ---------- | ----- | ---------------- |
| 01   | Alain Prost       | Renault         | 80     | 0      | 1:35:48,13 | 03    | 1:09,14 (64.)    |
| 02   | John Watson       | McLaren-Ford    | 80     | 0      | + 2,29     | 02    | 1:09,30          |
| 03   | Nelson Piquet     | Brabham-Ford    | 80     | 0      | + 24,22    | 04    | 1:09,29          |
| 04   | René Arnoux       | Renault         | 80     | 0      | + 42,30    | 01    | 1:09,32          |
| 05   | Didier Pironi     | Ferrari         | 79     | 0      | + 1 Runde  | 14    | 1:10,30          |
| 06   | Elio de Angelis   | Lotus-Ford      | 79     | 0      | + 1 Runde  | 08    | 1:10,99          |
| 07   | Nigel Mansell     | Lotus-Ford      | 79     | 0      | + 1 Runde  | 13    | 1:11,13          |
| 08   | Mario Andretti    | Alfa Romeo      | 79     | 0      | + 1 Runde  | 10    | 1:09,97          |
| 09   | Héctor Rebaque    | Brabham-Ford    | 78     | 0      | + 2 Runden | 15    | 1:10,75          |
| 10   | Carlos Reutemann  | Williams-Ford   | 78     | 0      | + 2 Runden | 07    | 1:10,76          |
| 11   | Andrea de Cesaris | McLaren-Ford    | 78     | 1      | + 2 Runden | 05    | 1:09,97          |
| 12   | Marc Surer        | Theodore-Ford   | 78     | 0      | + 2 Runden | 21    | 1:12,24          |
| 13   | Eddie Cheever     | Tyrrell-Ford    | 77     | 0      | + 3 Runden | 19    | 1:12,21          |
| 14   | Riccardo Patrese  | Arrows-Ford     | 77     | 0      | + 3 Runden | 18    | 1:13,19          |
| 15   | Bruno Giacomelli  | Alfa Romeo      | 77     | 0      | + 3 Runden | 12    | 1:13,55          |
| 16   | Michele Alboreto  | Tyrrell-Ford    | 77     | 0      | + 3 Runden | 23    | 1:14,15          |
| 17   | Alan Jones        | Williams-Ford   | 76     | 3      | + 4 Runden | 09    | 1:09,85          |
| –    | Jacques Laffite   | Ligier-Matra    | 58     | 0      | DNF        | 06    | 1:12,39          |
| –    | Derek Daly        | March-Ford      | 55     | 1      | DNF        | 20    | 1:13,93          |
| –    | Gilles Villeneuve | Ferrari         | 42     | 0      | DNF        | 11    | 1:12,58          |
| –    | Patrick Tambay    | Ligier-Matra    | 31     | 1      | DNF        | 16    | 1:13,37          |
| –    | Keke Rosberg      | Fittipaldi-Ford | 12     | 0      | DNF        | 17    | 1:15,01          |
| –    | Eliseo Salazar    | Ensign-Ford     | 7      | 0      | DNF        | 22    | 1:14,30          |
| DNS  | Chico Serra       | Fittipaldi-Ford | –      | –      | –          | 24    | –                |

## WM-Stände nach dem Rennen
Die ersten sechs des Rennens bekamen 9, 6, 4, 3, 2 bzw. 1 Punkt(e). In der Fahrerwertung wurden die besten elf Resultate, in der Konstrukteurswertung alle Resultate gewertet.

### Fahrerwertung
| Pos. | Fahrer            | Konstrukteur                | Punkte |
| ---- | ----------------- | --------------------------- | ------ |
| 01   | Carlos Reutemann  | Williams-Ford               | 37     |
| 02   | Nelson Piquet     | Brabham-Ford                | 26     |
| 03   | Alan Jones        | Williams-Ford               | 24     |
| 04   | Gilles Villeneuve | Ferrari                     | 21     |
| 05   | Jacques Laffite   | Ligier-Matra                | 17     |
| 06   | Alain Prost       | Renault                     | 13     |
| 07   | John Watson       | McLaren-Ford                | 10     |
| 08   | Riccardo Patrese  | Arrows-Ford                 | 10     |
| 09   | Elio de Angelis   | Lotus-Ford                  | 8      |
| 10   | Didier Pironi     | Ferrari                     | 7      |
| 11   | Eddie Cheever     | Tyrrell-Ford                | 5      |
| 12   | René Arnoux       | Renault                     | 5      |
| 13   | Nigel Mansell     | Lotus-Ford                  | 5      |
| 14   | Marc Surer        | Ensign-Ford / Theodore-Ford | 4      |
| 15   | Mario Andretti    | Alfa Romeo                  | 3      |
| 16   | Héctor Rebaque    | Brabham-Ford                | 3      |
| 17   | Patrick Tambay    | Theodore-Ford / Ligier-Ford | 1      |

| Pos. | Fahrer                | Konstrukteur             | Punkte |
| ---- | --------------------- | ------------------------ | ------ |
| 18   | Andrea de Cesaris     | McLaren-Ford             | 1      |
| 19   | Chico Serra           | Fittipaldi-Ford          | 0      |
| 20   | Jean-Pierre Jarier    | Ligier-Matra             | 0      |
| 21   | Bruno Giacomelli      | Alfa Romeo               | 0      |
| 22   | Keke Rosberg          | Fittipaldi-Ford          | 0      |
| 23   | Siegfried Stohr       | Arrows-Ford              | 0      |
| 24   | Jan Lammers           | ATS-Ford                 | 0      |
| 25   | Michele Alboreto      | Tyrrell-Ford             | 0      |
| 26   | Slim Borgudd          | ATS-Ford                 | 0      |
| 27   | Ricardo Zunino        | Tyrrell-Ford             | 0      |
| 28   | Piercarlo Ghinzani    | Osella-Ford              | 0      |
| 29   | Eliseo Salazar        | March-Ford / Ensign-Ford | 0      |
| 30   | Derek Daly            | March-Ford               | 0      |
| –    | Miguel Ángel Guerra   | Osella-Ford              | 0      |
| –    | Beppe Gabbiani        | Osella-Ford              | 0      |
| –    | Jean-Pierre Jabouille | Ligier-Matra             | 0      |

### Konstrukteurswertung
| Pos. | Konstrukteur  | Punkte |
| ---- | ------------- | ------ |
| 01   | Williams-Ford | 61     |
| 02   | Brabham-Ford  | 29     |
| 03   | Ferrari       | 28     |
| 04   | Renault       | 18     |
| 05   | Ligier-Matra  | 17     |
| 06   | Lotus-Ford    | 13     |
| 07   | McLaren-Ford  | 11     |
| 08   | Arrows-Ford   | 10     |

| Pos. | Konstrukteur    | Punkte |
| ---- | --------------- | ------ |
| 09   | Tyrrell-Ford    | 5      |
| 10   | Ensign-Ford     | 4      |
| 11   | Alfa Romeo      | 3      |
| 12   | Theodore-Ford   | 1      |
| 13   | Fittipaldi-Ford | 0      |
| 14   | ATS-Ford        | 0      |
| 15   | Osella-Ford     | 0      |
| 16   | March-Ford      | 0      |